# Thank You for the Music (SVT-video)
Thank You for the Music är en video som producerats på SVT:s beställning för att hylla Abba och för att promota TV-kanalens satsning på musikinnehåll. Den består av en nyinspelning av Abbas låt från 1977, samt en video med de medverkande artisterna. De deltagande artisterna är Miriam Bryant, Benny Andersson, Sebastian Murphy, Tommy Körberg, Sarah Klang, Darin, Felicia Takman, Victor Leksell, Seinabo Sey, Hooja, Björn Skifs, Ann-Louise Hanson, Malena Ernman, Titiyo, Daniela Rathana, Kikki Danielsson, Stor, Oskar Linnros, Lena Philipsson, Mikkey Dee, John Norum, Pelle Almqvist, Molly Sandén, José González, Siw Malmkvist samt Lilly Lexfors.